# Austrosomatidia
Austrosomatidia is een kevergeslacht uit de familie van de boktorren (Cerambycidae). De wetenschappelijke naam van het geslacht werd voor het eerst geldig gepubliceerd in 1945 door McKeown.

## Soorten
Austrosomatidia is monotypisch en omvat slechts de volgende soort:
- Austrosomatidia pulleni McKeown, 1945